# Charles Joseph Mercy-d’Argenteau
Charles Joseph Mercy-d’Argenteau (ur. 17 marca 1787 w Liège, zm. 16 listopada 1879) – belgijski oficer, duchowny rzymskokatolicki, arcybiskup tytularny, dyplomata papieski.

## Biografia

### Wojskowy
Urodził się w rodzinie arystokratycznej. W 1807 wstąpił do armii napoleońskiej i wziął z nią udział w kampaniach w Portugalii, Hiszpanii, Rosji i Niemczech. 21 listopada 1813 odznaczony krzyżem kawalerskim Legii Honorowej za zasługi podczas bitwy pod Hanau. Służbę u boku Napoleona zakończył w 1814 w randze pułkownika huzarów.
Następnie był współpracownikiem króla Niderlandów Wilhelma I. Miał zawrzeć związek małżeński z Cécile de La Tour du Pin (1800–1817), jednak w przeddzień ślubu narzeczona nagle zmarła. Mercy-d’Argenteau przeszedł wówczas nawrócenie i postanowił zostać kapłanem.

### Duchowny
10 sierpnia 1825, w wieku 38 lat, otrzymał święcenia prezbiteriatu i został kapłanem diecezji Liège. Jeszcze w 1824 otrzymał od papieża Leona XII kilka funkcji honorowych.
2 października 1826 papież Leon XII mianował go arcybiskupem in partibus infidelium tyryjskim oraz dzień później nuncjuszem apostolskim w Bawarii. 8 października 1826 w Rzymie przyjął sakrę biskupią z rąk sekretarza stanu kard. Giulio Marii della Somaglii. Współkonsekratorami byli łaciński patriarcha Antiochii Lorenzo Girolamo Mattei oraz arcybiskup in partibus infidelium trapezyjski Antonio Luigi Piatti.
Opuścił Rzym 15 lutego 1827. Urząd nuncjusza apostolskiego w Bawarii pełnił do 27 kwietnia 1837. Następnie udał się na emeryturę, którą spędził u rodziny w Liège. Był dziekanem kapituły katedralnej w Liège. Napoleon III Bonaparte mianował go wielkim oficerem Legii Honorowej.